# Vladimir Kirin
Vladimir Kirin  (Zagreb, 31. svibnja 1894. – Zagreb, 5. listopada 1963.) hrvatski slikar i grafičar.

## Obitelj i školovanje
Rodio se kao drugo od šestero djece u obitelji Franje Kirin i Marije Kelemenec. Otac Franjo bijaše operetni pjevač i glumac Hrvatskoga zemaljskoga kazališta kojega je sam Freudenreich iz Samobora doveo u Zagreb i stipendirao tijekom školovanja. Majka Marija Kelemenec bila je lijepa glasa i odličnoga glazbenoga obrazovanja. Vladimir se rano susreo s umjetničkim miljeom ondašnjeg Zagreba. U kući Kirinovih su dolazili Nikola Mašić, Menci Klement Crnčić. Nikola Mašić je kumovao na kršenju budućem slikaru Vladimira.
U Zagrebu je pohađao pučku školu i četiri razreda niže Realne gimnazije. Godine 1909. polazi srednju graditeljsku školu u Zagrebu. Na Građevinskoj stručnoj školi u Zagrebu su mu bili profesori: perspektive Ivan Tišov, prostoručnog risanja Oton Iveković i Ferdo Kovačević. S Kirinom na toj školi su tehničko znanje stjecali i budući slikari Marino Tartagia i Ernest Tomašević, kipar Frano Kršinić i arhitekt Alfred Albini. Prvi svjetski rat i mobilizacija prekidaju školovanje i odlazi u rat. Nakon završene časničke škole služio je u Šestome domobranskom artiljerijskom puku i tijekom dvije godine rata napredovao do natporučnika. Teško ranjen dobio je dužu poštedu i prekomandu u Pardubice.  
Uspijeva maturirati na Graditeljskoj školi 1919 i u jesen odlazi u London da studira grafiku. 
U Jesen 1924. odlazi u Beč i upisuje Akademiju likovnih umjetnosti – grafički odjel. Nekoliko se mjeseci usavršava kod Ferdinanda Schmutzera
U Kirinovom domu na Prilazu 2, - koji je bio ispunjen kućnim ljubimcima, mačkama, papigama – u braku s Maksimilijanom Borošić živi sretno, te u siječnju 1932. dobiva kćerku Maju. A godine 1936. kćer Nevu.

## Umjetnički rad
Još u školi je Vladimir iskazivao izvanredan crtački dar. Njegove risanke su bile ispunjene crtežima – precrtavajući Mašićeve i Crnčićeve crteže. Za boravka u Pardubicama je uradio niz crteža, a u zagrebu kompletira mapu Iz češkog baroka. 
Za vrijeme boravka u Londonu 1919. izabrao je glasoviti Waterloo Bridge koji radi suhom iglom i prvu litografiju London – na Temzi Kratko radi kod arhitekta Tannera-Voysa, zatim dobiva stalni angažman u časopisu The Studio, a dobiva i preporuku za Langham Studio. Radi kao ilustrator priča, crtač arhitektonskih spomenika, cjelina i gradskih veduta, kao karikaturist.  Usporedo s radom posjećuje londonske muzeje i grafičke zbirke gdje proučava djela starih talijanskih i francuskih majstora. Zanimaju ga i moderniji grafičari kao Francuz Charles Meryon bakrorezac, a oduševljava ga Franck Brangwyn bakropisac velikog formata i Amerikanac Joseph Pennell koji je dva desetljeća boravio u Londonu. 
Za vrijeme božićnih blagdana 1919. i uskrsnih 1920. boravi u Zagrebu. Crta i akvarelira motive iz starog Zagreba.  Ilustrira knjigu povjesničara i arhivista Josipa Matasović Iz galantnog stoljeća
1921. dobiva narudžbu za ilustriranje knjige priča Oscara Wildea i Fantastične pripovijesti Edgara Allana Poea. U proljeće 1921. napušta London i kreće na putovanje po europskim kulturnim i umjetničkim središtima. Obilazi Amsterdam, Pariz, Veneciju i Firencu. Po povratku u Zagreb objavljuje prvu grafičku mapu Litografije s motivima Londona, Pariza, Amsterdama, Venecije i Firence.
Surađuje s engleskim časopisima The Architectural Review, The Studio, grafičkim revijama The Apple i Colour i njemačkim časopisom za umjetnost Die Kunst.
Grafički oblikuje suvremenik i knjige izdanja Društva sv. Jeronima.  Dobiva atelje u Zagrebu, Trg kralja Tomislava 21 u potkrovlju zgrade Društva sv. Jeronima. 
U proljeće 1922. dobiva poziv od općine grada Splita da načini seriju crteža i za mapu litografija s motivima Splita.  Odmah i grad Trogir pokazuje zanimanje za portretiranje stare gradske jezgre. Slijedili su Šibenik i Hvar. Mnoge je crteže i akvarelirao.  Krajem 1922. predstavljena je prva mapa Split (14 listova) s predgovorom Luje Vojnovića, zatim mapa Trogir (14 listova) s predgovorom Ivana Delalle i mapa Šibenik(12 listova) s predgovorom Ćirila Metoda Ivekovića gdje Iveković Kirina naziva pravom pjesničkom dušom. 
Napokon 1925. otisnuo je mapu Zagreb s 24 bakropisna lista. Kao prijatelj sina Ivane Brliž-Mažuranić dolazi u kontakt sa spisateljicom. Tijekom 1922. Kirin radi na ilustriranju engleskog izdanja priča Ivane Brlić-Mažuranić Priče iz davnina. Englesko izdanje Priča iz davnina izlazi iz tiska u Londonu 1924., a treće hrvatsko izdanje u Zagrebu 1926. Definitivno treće hrvatsko izdanje Priča iz davnina doživljava svoj uspjeh.
1923. godine Kirin pokreće časopis Grafička revija koji je neprekidno izlazio u Zagrebu, Ljubljani i Sarajevu sve do 1940. godine.
O tisućoj obljetnici Hrvatskog kraljevstva od slobodnog i kraljevskog grada Zagreba dobiva narudžbu grefičke mape Zagreb. Grafički oblikuje Zbornik kralja tomislava, a uredništvo Matice hrvatske poziva ga da oblikuje poseban Zbornik Matice hrvatske posvećen 1000- godišnjici Hrvatskog kraljevstva.
U Zagrebu bilježi promjene, a često na osnovu starih fotografija crtački i slikarski rekonstruira arhitektonske dijelove kojih više nije bilo. Nakana mu je bila perom i kistom snimiti povijesni biskupski Kaptol i svjetovni Grič i tako pred navalom nove i bezobzirne regulacije za naraštaje sačuva sliku zagreba kako je nekada izgledao.
1927. ilustrira Čitanku o zdravlju na stihove Ivane Brlić Mažuranić koja je izašla u nakladi Higijenskg zavoda. Bila je to prva slikovnica objavljena u Zagrebu s ilustracijama jednog hrvatskog autora.
Grafičku uređuje knjigu austrijskog teoretičara Josefa Strzygowskog Starohrvatska umjetnost.
Godine 1928. imenovan je umjetničkim urednikom Hrvatske revije i Kola, dvaju mjesečnika Matice Hrvatske. Također je izabran, nakon natječaja, za ravnatelja Zaklade tiskare Narodnih novina gdje ostaje sve do 1940. godine. Odmah po stupanju na dužnost kupuje novi stroj za izradu litografija fotomehaničkim putem Hausleiterovim postupkom, te se pobrinuo za modernizaciju knjigotiskarstva. Sam je izradio nacrt novog tipa slova, te je proširio nakladnički program i unapredio hrvatski tiskarski zavod. U ljeto 1929. boravi u Istri i crta, na Hvaru gradi kuću na osnovu vlastitih nacrta.
U Londonu je u proljeće priređena velika izložba jugoslavenskog kiparstva i slikarstva na kojoj je i Kirin izlagao. na toj izložbi je bio izložen trogirski motiv. U Beogradu sudjeluje na izložbi s četiri litografije iz mapa Split, Trogir i Zagreb
U povodu 500. obljetnice početka izgradnje šibenske katedrale, 1931., u Hrvatskoj reviji je objavljen članak Ljube Karamana s pet reprodukcija Kirinovih crteža.
Ljeti 1933. na poziv Milutina Cihlara Nehajeva odlazi u Senj gdje crta i slika Uskočku ulicu, Nehaj kulu i druge znamenitosti Senja. Potom obilazi manje gradove Hrvatskog primorja: Vrbnik, Zrinski grad u Kraljevici, rapske zvonike, Zrinskog ulicu u Bakru te je litografirana i objavljena tek 1943. godine u nakladi Hrvatskog izdavačkog bibliografskog zavoda. Mapa sadržava 24 lista s motivima koji prikazuju, osim već spomenutih i Bribir, Bašku, Grižane, Krk, Omišalj i Novi, a predgovor je napisao Gjuro Szabo.
Godine 1934. sudjeluje na Prvoj izložbi zagrebačkih umjetnika. Izlaže crteže s motivima iz Hrvatskog primorja.
1936. godine je poslao nekoliko svojih rješenja na pariški salon lijepe knjige u Petit Palaisu, a najveći uspjeh je postigao s Pričama iz davnina. Nakon pariškog salona uslijedila je izložba u Rimu – Vatikan koja je prezentirala onodobne radove iz „tiska“. Na izložbi Pola vijeka hrvatske umjetnosti zastupljen je s jednim svojim radom – uljanom slikom Dolac.
U siječnju 1941. dobiva zadatak, a na poziv Mate Ujevića, opremanje Hrvatske enciklopedije. Načinio je nacrt za naslovnicu i za hrbat.
Uspostavom NDH mijenja se Kirinov položaj u tiskari. Kirin biva poslan kao cenzor pošte u Suboticu. No zbog svoje stručnosti i iskustva u tiskarskim poslovima, izvanrednih organizacijskih sposobnosti i ugleda koji je imao u zagrebačkom kulturnom krugu nova ga vlast imenuje nadstojnikom umjetničkog odsjeka vlade NDH. Dodijeljen mu je zahtjevan posao u pripremi nastupa hrvatskih umjetnika na Venecijanskom bienalu u ljeto 1942. godine. Uz pomoć Ive Šrepela i Ljube Babića odabire umjetnička djela za tu izložbu. Uz bistu Ante Pavelića koju je uradio Antun Augustinčić, izbornički trojac odabire i djela Joze Kljakovića i Ivana Meštrovića.
U siječnju 1943. postaje posebni vladin povjerenik za pripremu velikih izložbi hrvatske moderne umjetnosti u „kulturnim središtima Reicha“. Prvu izložbu je organizirao u berlinskoj Pruskoj akademiji umjetnosti već krajem siječnja, drugu u bečkom Umjetničkom paviljonu u travnju, a posljednja treća u Slovačkom muzeju u Bratislavi. Bečka Albertina je otkupila osam Kirinovih litografija za 100 Reichsmaraka za svaku.
U jesen 1943. postaje redovitim profesorom Akademije likovnih umjetnosti u Zagrebu iz predmeta Primijenjeno crtanje i perspektiva. Istodobno izlaže na Trećoj izložbi hrvatskih umjetnika u Umjetničkom paviljonu. Izložio je dva ulja s pariškim motivima i Portret Vladimira Becića.
Na Četvrtoj izložbi hrvatskih umjetnika Nezavisne Države Hrvatske izlaže Mrtvu prirodu.
Tijekom ratnih godina dizajnirao je drugu i treću seriju novca Nezavisne države Hrvatske, a Hrvatsko numizmatičko društvo danas čuva skicu za nacrt zadnje novčanice najvećeg apoena.  Na novčanicama iz 1943. godine javljaju se prvi put kod Kirina folklorni motivi.
U povodu zagrebačke filatelističke izložbe 12. rujna 1943. puštena je u promet peigodna poštanska marka s reprodukcijom Kirinova ulja Dolac s pretiskom „Hrvatsko more – 8. IX. 1943.“
Poslije rata Kirin dobiva otkaz na Akademiji likovnih umjetnosti u Zagrebu, što je bila posljedica Tiljkovog suda časti.

U svom ateljeu radi na ilustraciji Cervantesova Don Quijotea i to u ulju, a knjiga izlazi u nakladi zagrebačke Prosvjete s 16 reprodikcija u boji s predgovorom Mate Ujevića.
Tijekom 1950. godine, a u prigodi pedesete obljetnice utemeljenja Hrvatske franjevačke provincije sv. Ćirila i Metoda, slika za samostan na Kaptolu Prikazanje Bogorodice sv. Franji, a za samostan na Trsatu pet velikih uljanih slika na temu Gospe Trsatske i čudotvornog prijenosa svete kućice iz Nazareta. Slike su na Trsat postavljene 1953. godine u crkvi posvećenoj Gospi od Milosti.
U ljeto 1953. vraća se crtanju i dalmatinskim motivima, te 1954. objavljuje litografsku mapu Zadar s predgovorom Vjekoslava Maštrovića
Sredinom pedesetih godina dvadesetog stoljeća intenzivno surađuje s izdavačkom kućom Naklada Naša djeca i tiskarskim zavodom „Ognjen Prica“. Publicirao je pet albuma reprodukcija Narodne nošnje i plesovi Jugoslavije i dva albuma razglednica.
U Nakladi „Color“ izlazi nekoliko edukativnih slikovnica o voću, povrću, cvijeću i životinjama s tekstovima Zlate Kolarić-Kišur. Zatim radi crteže za knjigu Slavka Kolara „Petrica Kerempuh“. Najzahtjevniji višegodišnji rad je bio ilustriranje prizora za Andresenove priče I. i II. 1959.
Za pjesmaricu Milana Sachsa Miško među životinjama naslikao je 21. ilustraciju.
U Samoborskom muzeju 1956. godine je održana samostalna izložba Vladimira Kirina. Izložio je slike sa samoborskim motivima.

## Galerija radova
| Iz mape Šibenik, 1923. | Malik na glogovu grmu, Šuma striborova; Priče iz davnina, 1923. | Uskočka ulica u Senju,1933. | Dizajn novčanice od 5000 kuna, 15. srpanj 1943.desno je uvećani revers s inicijalima VK | Dizajn novčanice od 5000 kuna 1. rujan 1943., desno je uvećani avers s inicijalima VK | Stara zagrebačka katedrala s kulom i portalom, 1920. |